# Christoph Trefurt

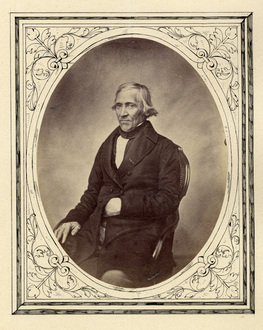
Christoph Trefurt

Franz Anton Christoph Trefurt (* 10. Februar 1790 in Neckarbischofsheim; † 28. Juli 1861 in Lichtental (Baden-Baden)) war ein badischer Jurist und Staatsmann.

## Familie
Trefurt war der Sohn des herrschaftlich helmstattischen Consulenten und Amtmanns in Neckarbischofsheim Joseph Wilhelm Franz Trefurt und dessen Ehefrau Maria Catharina Neidig. Trefurt, der katholischer Konfession war, heiratete am 28. September 1815 in erster Ehe in Bruchsal Elisabetha Link, die Tochter des Gastwirts Anton Link. Am 1. September 1833 heiratete er in zweiter Ehe in Rastatt Maria Lem(m)erich, verw. Se(e)ger, die Witwe des Hauptmanns Se(e)ger.

## Leben
Trefurt studierte ab 1806 Rechtswissenschaften an der Ruprecht-Karls-Universität Heidelberg. Er wurde Mitglied der Rhenania I und der Suevia I und war am 27. März 1810 einer der Stifter des heute noch bestehenden Corps Suevia Heidelberg. 1809 war er Rechtspraktikant. An den Befreiungskriegen nahm er 1814 und 1815 teil. Anschließend wurde er Advokat in Bruchsal. 1819 wurde er zum Amtsassessor in Pforzheim ernannt. Nachdem er von 1824 bis 1833 aus gesundheitlichen Gründen pensioniert war, trat er 1833 als Hochgerichtsrat in Rastatt in den badischen Justizdienst ein. 1835 kam er zum Oberhofgerichtsrat nach Mannheim. 1840 wurde er zum Hofgerichtsdirektor in Freiburg befördert und 1845 zum Oberhofgerichtsvizekanzler in Mannheim und zum außerordentlichen Mitglied des Staatsrat berufen. 1847 wurde er im Kabinett Bekk als Nachfolger von Isaak Jolly zum Präsidenten des Justizministeriums und zum ordentlichen Mitglied des Staatsrats ernannt.
1848 pensioniert, wurde er 1849 zum Oberhofgerichtskanzler in Mannheim berufen und 1851 zum Präsidenten der Oberrechnungskammer ernannt. 1861 trat er im Alter von 71 Jahren auf eigenen Wunsch in den Ruhestand ein.
Trefurt war Verfasser zahlreicher politischer Schriften.

## Parlamentarier
Trefurt war von 1833 bis 1848 und von 1850 bis 1854 Mitglied der Zweiten Kammer der Badischen Ständeversammlung, von 1833 bis 1842 als Abgeordneter des Amtwahlbezirks 29 (Landbezirk Bruchsal und Orte des Amtes Eppingen), von 1842 bis 1846 des Stadtwahlbezirks 8 (Karlsruhe), von 1846 bis 1848 des Stadtwahlbezirks 1 (Überlingen) und von 1850 bis 1854 des Amtwahlbezirks 6 (Ämter Tiengen, Jestetten, Sankt Blasien und Waldshut). In den Jahren 1842, 1850 und 1851 war er Zweiter Kammervizepräsident und von 1851 bis 1852 Erster Kammervizepräsident.
Er war 1850 Mitglied des Staatenhauses des Erfurter Unionsparlaments, gewählt von der Zweiten Kammer der Badischen Ständeversammlung als Abgeordneter des Großherzogtums Baden. Von 1857 bis 1860 gehörte er der Ersten Kammer der Badischen Ständeversammlung an.

## Auszeichnungen
- Ritterkreuz des Ordens vom Zähringer Löwen, 1843
- Kommandeurskreuz des Ordens vom Zähringer Löwen, 1847

## Schriften
- Der konstitutionelle Staat und die Volkssouveränität, das Reichsregiment und die Erwartung der Nation von demselben, 1848
- Freiheit, Gleichheit, Bruderschaft. Erste Fortsetzung des Versuchs zur politischen Aufklärung, 1848
- Das Proletariat und sein Recht. Zweite Fortsetzung des Versuchs zur politischen Aufklärung, 1848
- Die deutsche Einheit und die österreichische Note. Dritte Fortsetzung des Versuchs zur politischen Aufklärung, 1849
- Die badische Revolution von 1849 und das Verhalten nach derselben. Vierte Fortsetzung des Versuchs zur politischen Aufklärung, 1849
- Frankfurt und Erfurt, oder Lehren der Vergangenheit für Deutschlands Zukunft. Fünfte Fortsetzung des Versuchs zur politischen Aufklärung, 1850